# 亭台樓閣
亭台樓閣，也作「樓閣亭台」或「樓台亭閣」，常用來泛指東亞傳統園林中供佇足、休憩或觀景的建物。中國建築歷史源遠流長，不同類型的建築物各有不同用途與特點。

## 構建物

### 亭
亭是一種小型的建築物，一般四面敞開，或有牆無門，供人眺望觀景和駐足休息之用。亭的平面有圓形、正方形、三角形、六角形、八角形和梅花形等等，亭頂多攢尖。中國的亭有悠久的建築歷史，後來發展成園林中重要的景觀。

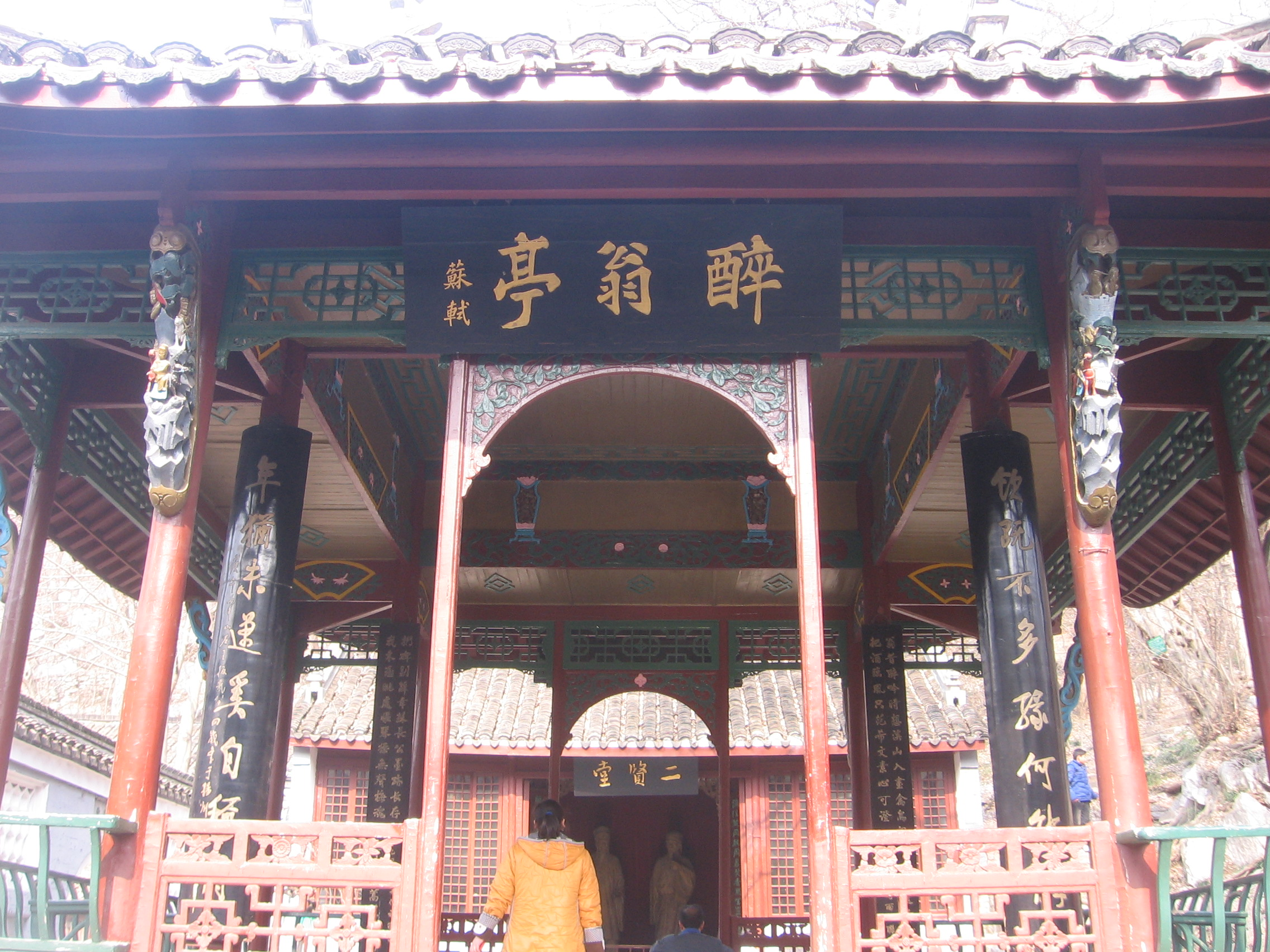
醉翁亭
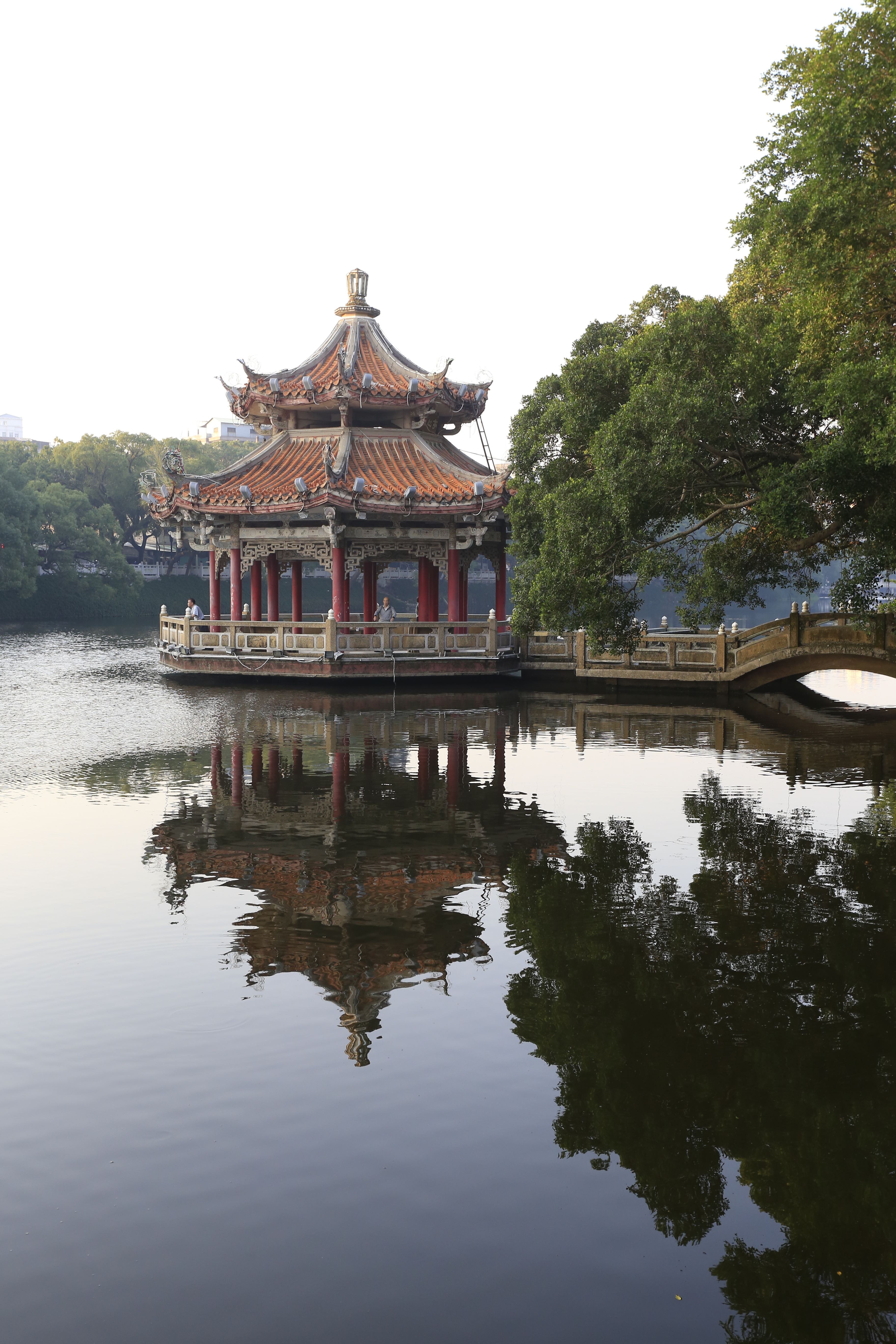
西湖湖心亭
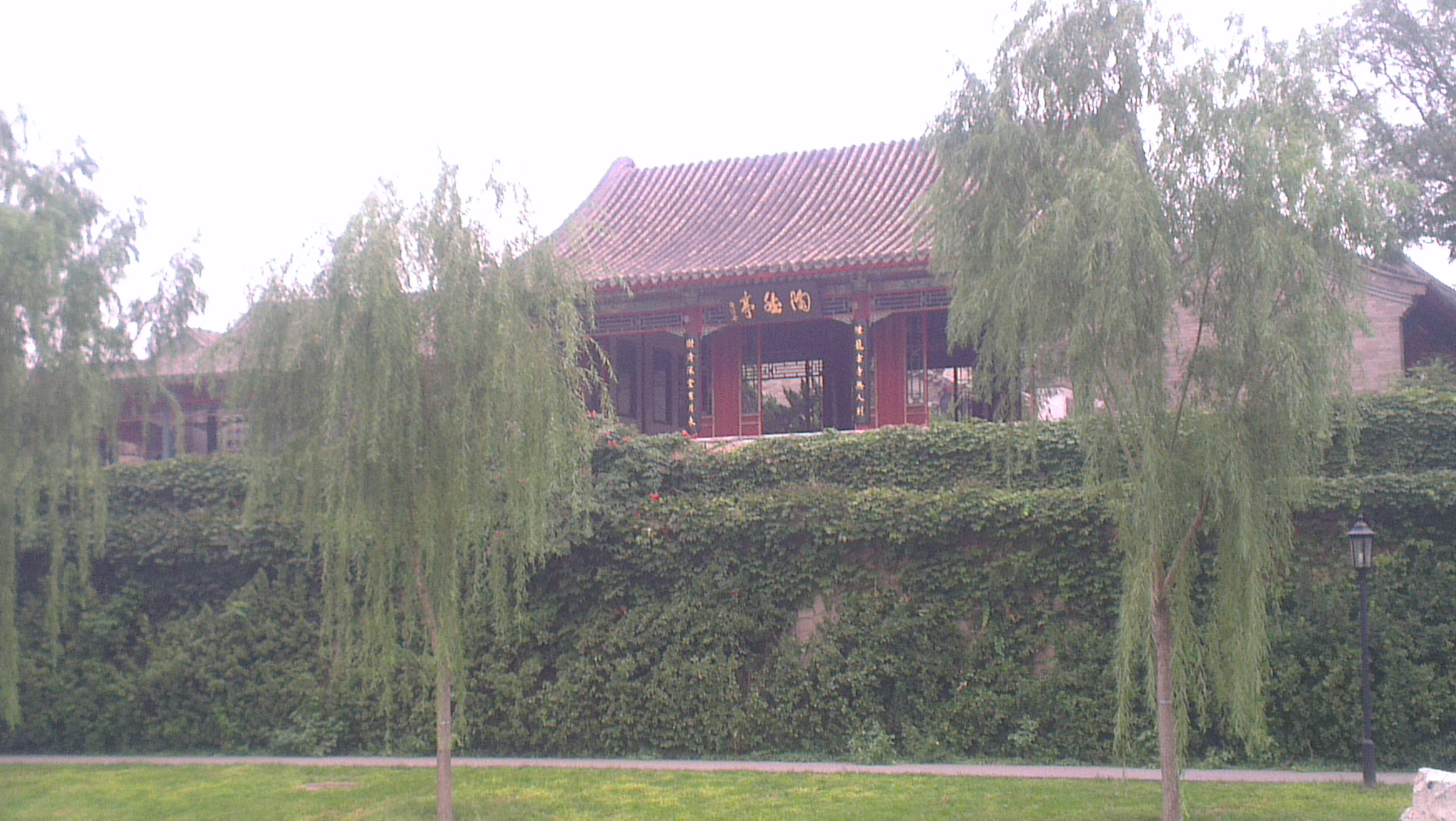
陶然亭
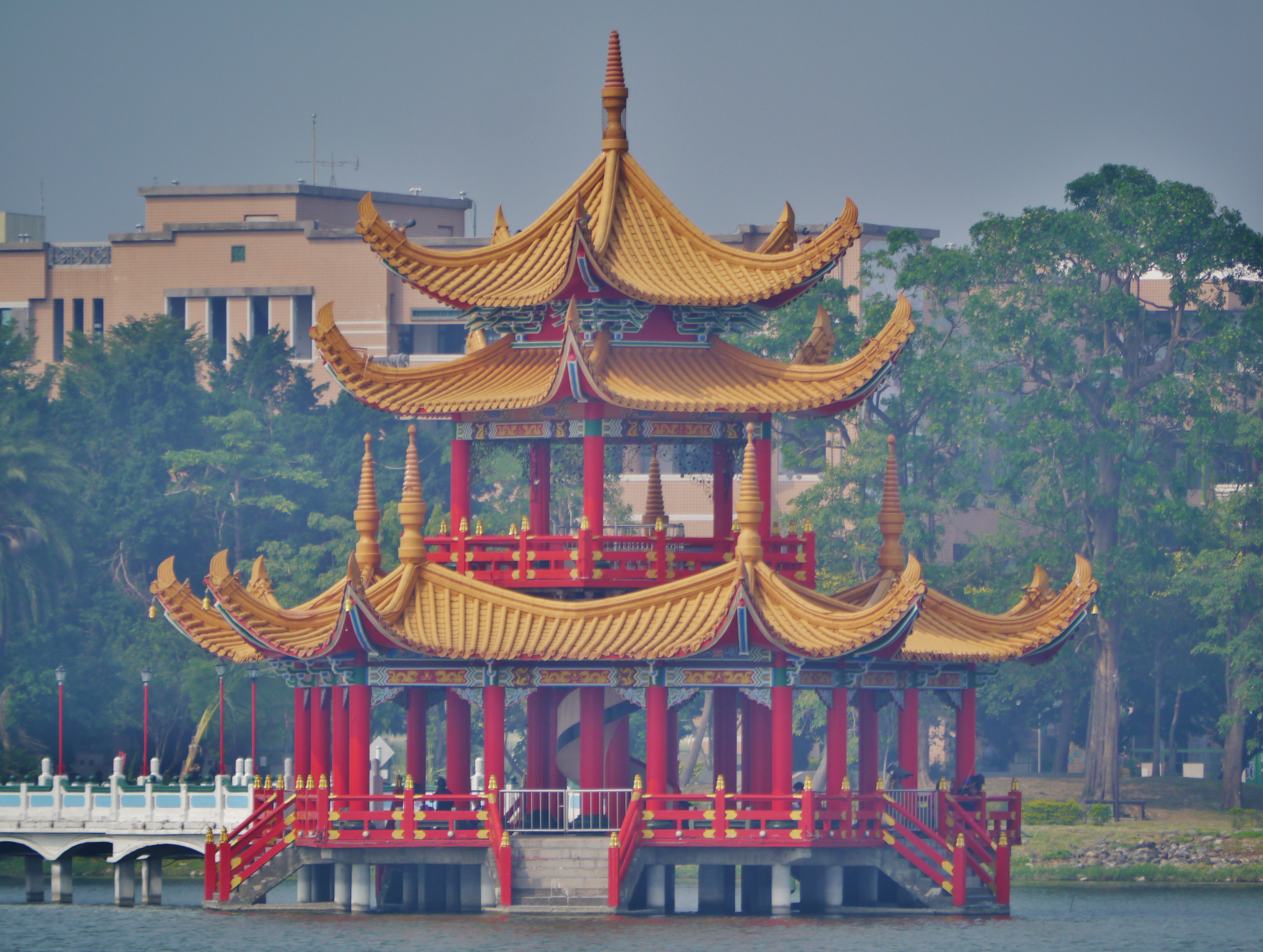
蓮池潭五里亭

### 台
台是一種建在高於地面位置或臨水池邊的建築，外觀平整且露天具開放性，如露台。中國傳統的台有用作戲劇表演和操練點兵等兩大主要功能，園林中的台具備供人觀景的用途。台上可有建筑，如鄴城铜雀台；也可無建筑如燕昭王的黄金台、武汉古琴台等。規模較大的台又稱為「壇」。

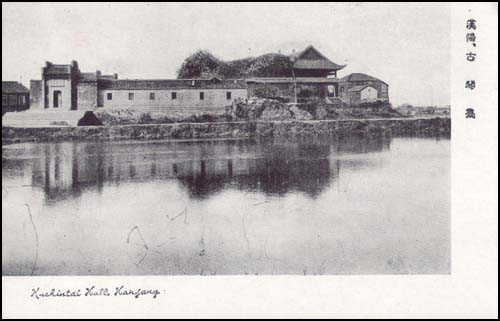
古琴台
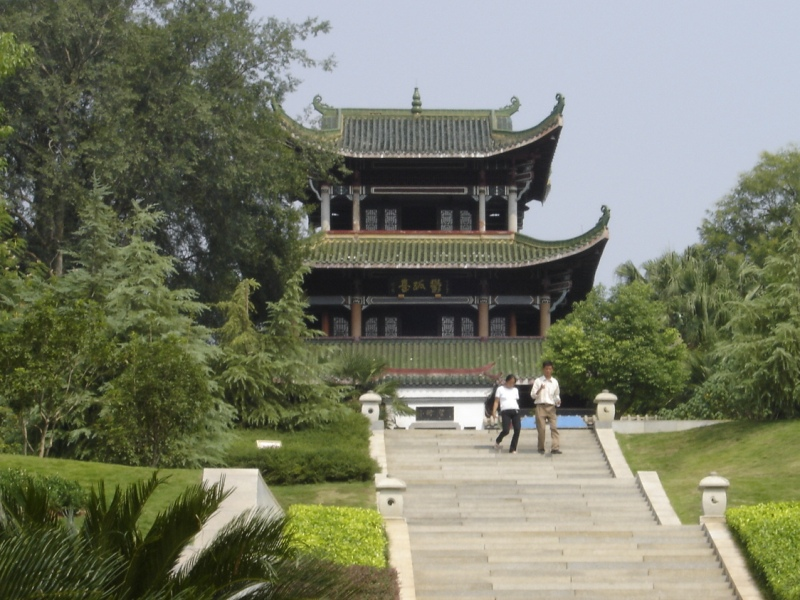
鬱孤台
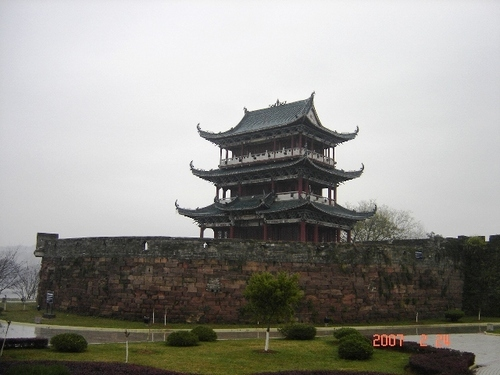
八境台
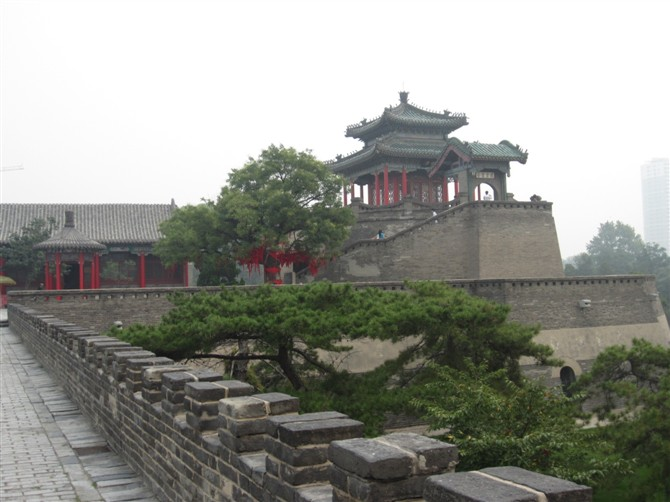
武靈叢台

### 樓
古中國兩至三層高的建築稱「樓」，最早出現於戰國時期用於勘察敵情，後發展為民宅建築群中可供登高望遠的最高建物且造型多樣，第一層多作為廳堂便在外側設計有可繞行建築體的走廊，第二層則只開窗戶不設走廊和門。

黃鶴樓
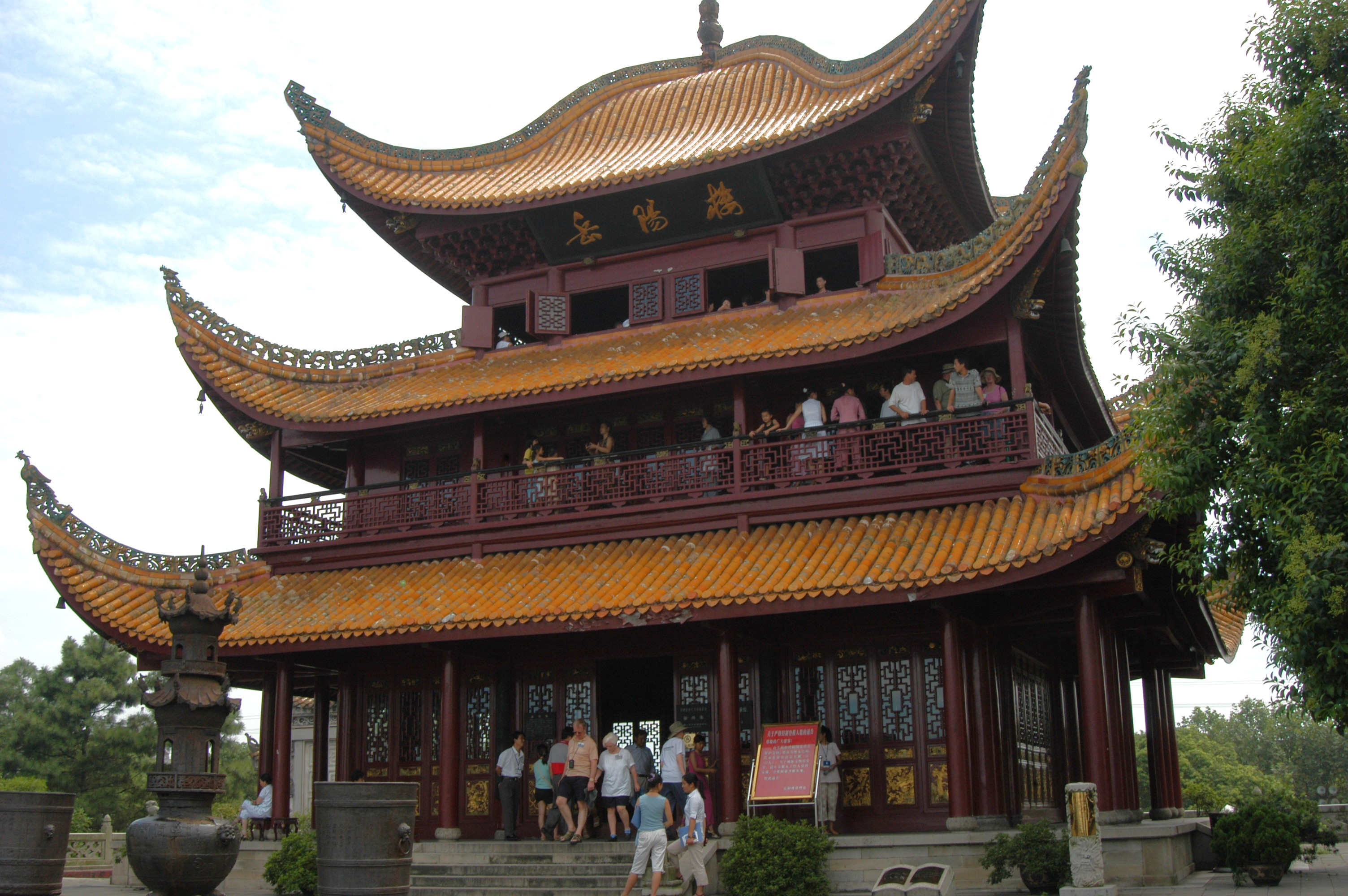
岳阳楼
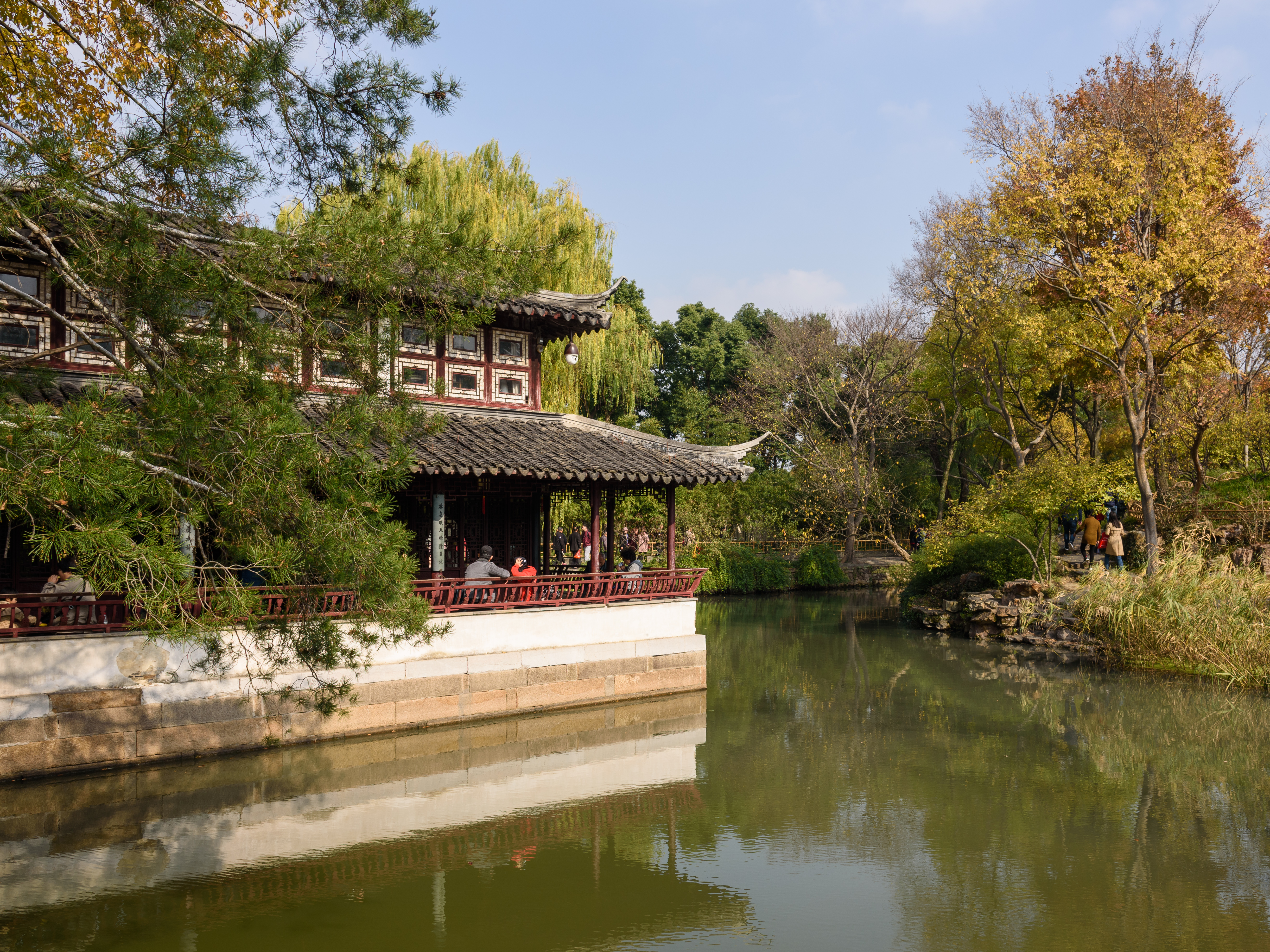
拙政园見山樓
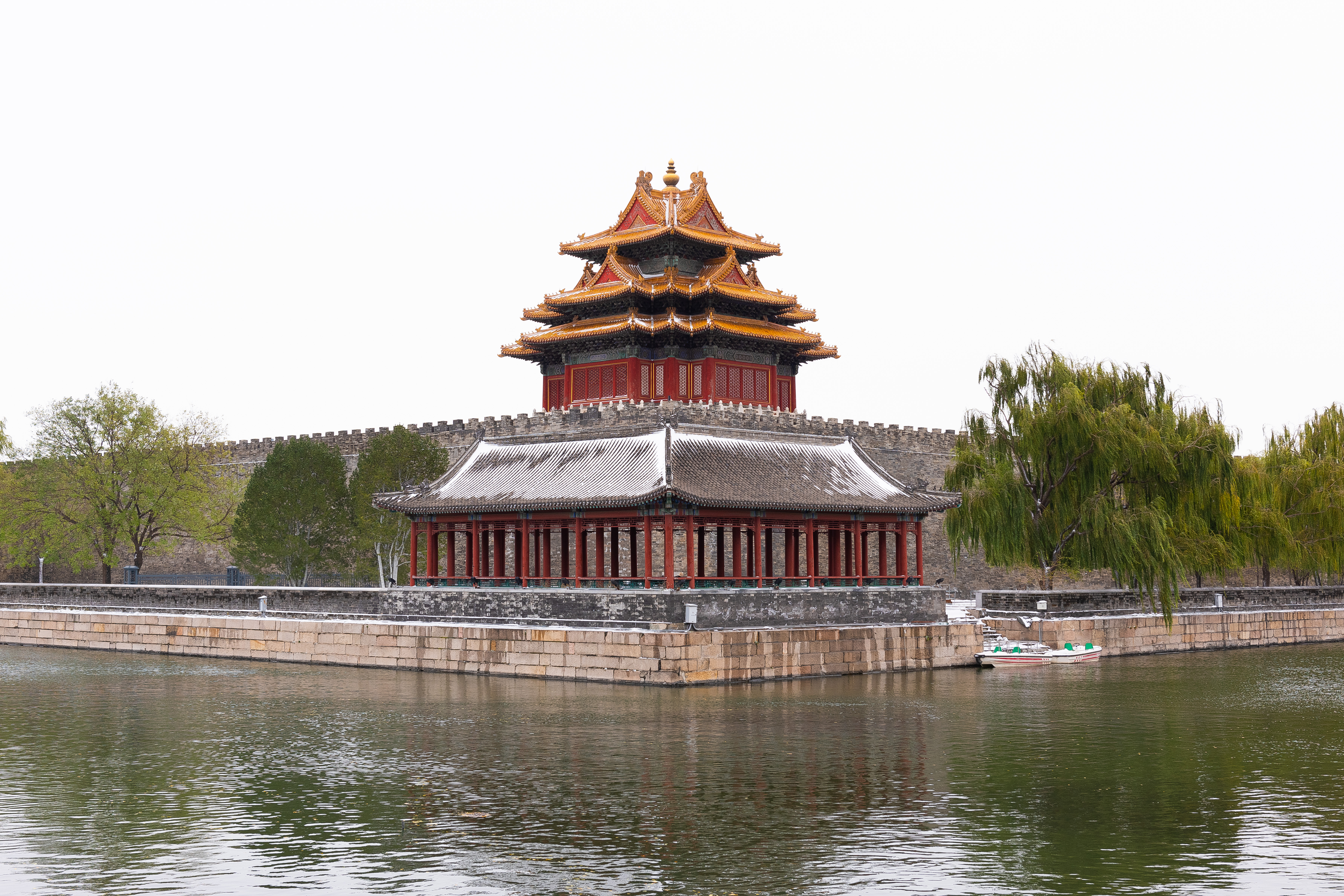
北京故宮角樓

### 閣
閣與樓造型類似，兩者皆屬兩層或以上的「重屋」結構，差別在於閣的體積比樓小巧。外觀上，閣的四面都設有門窗，外側走廊可供人環繞漫步或遠眺風景；室內則作藏書或供佛之用，如天一閣、藏經閣等。

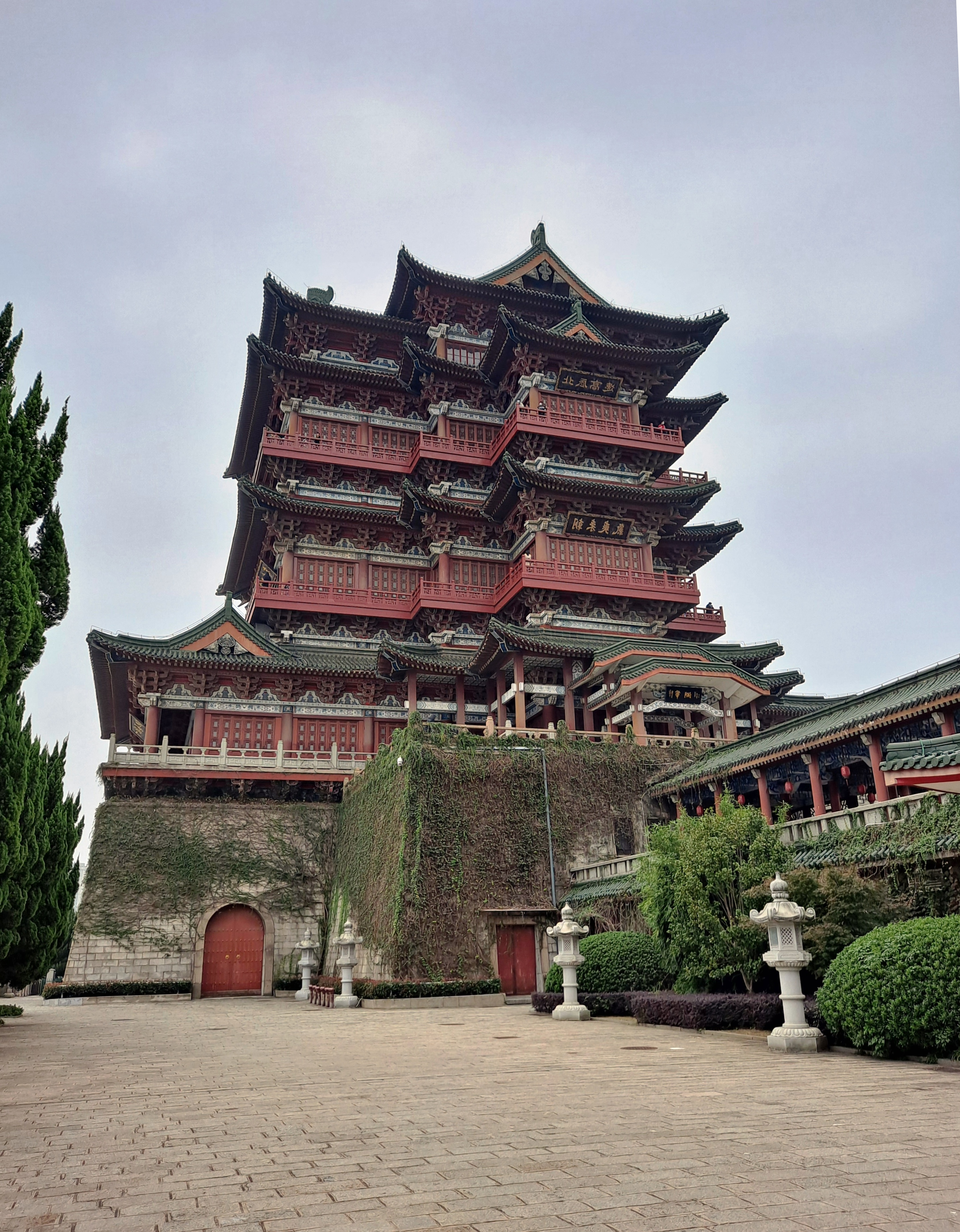
滕王閣
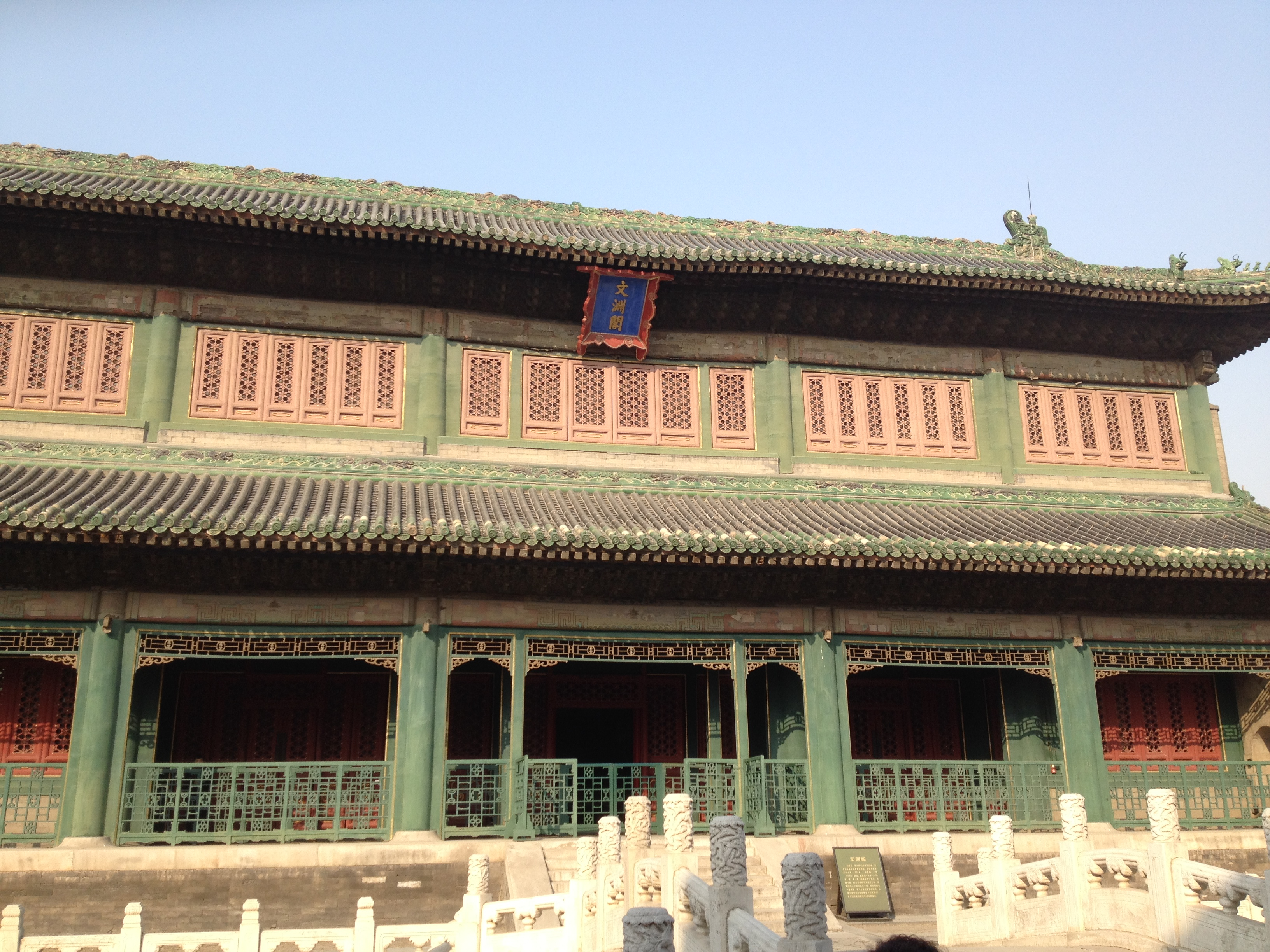
文淵閣
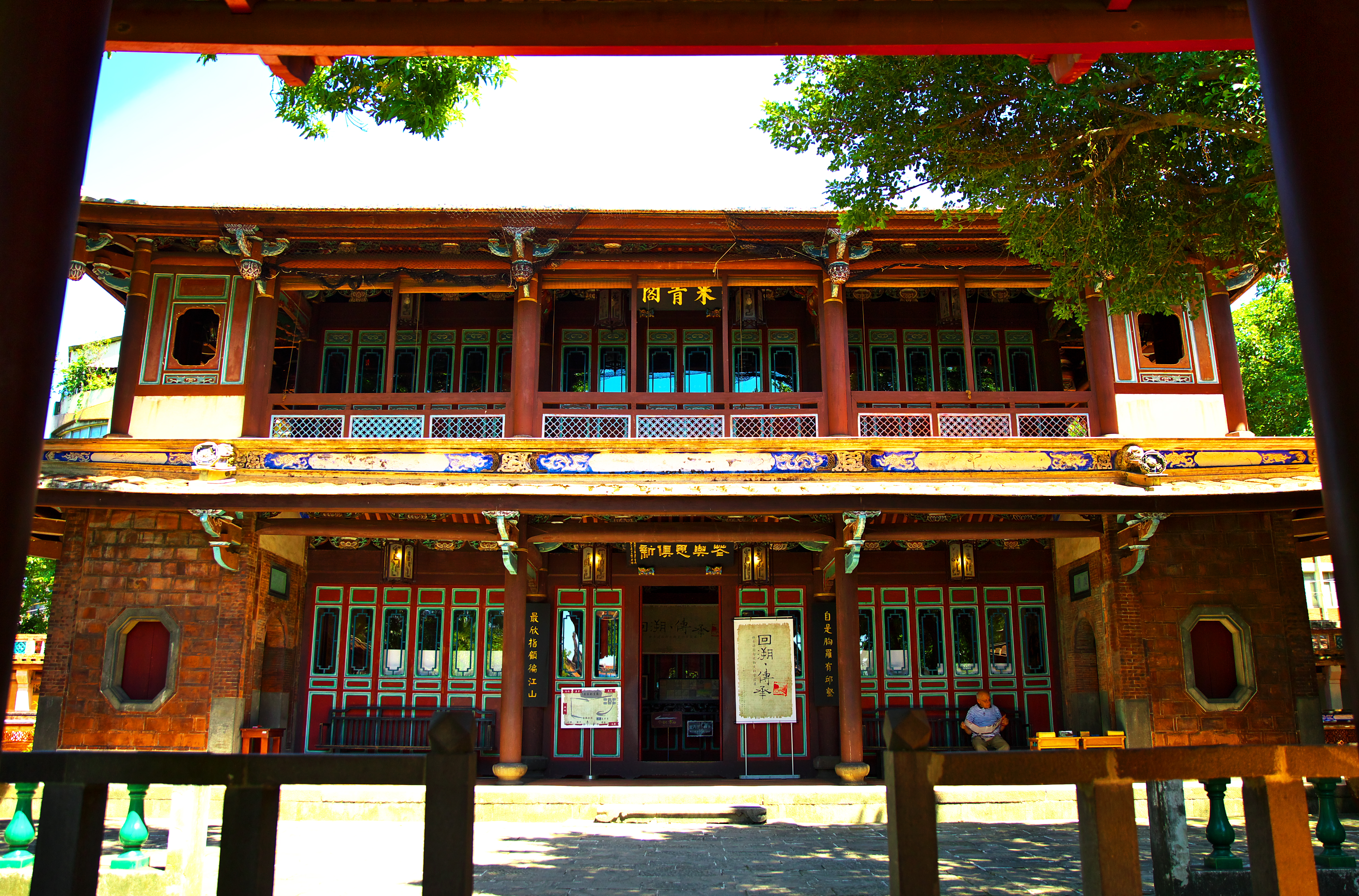
林本源園邸來青閣
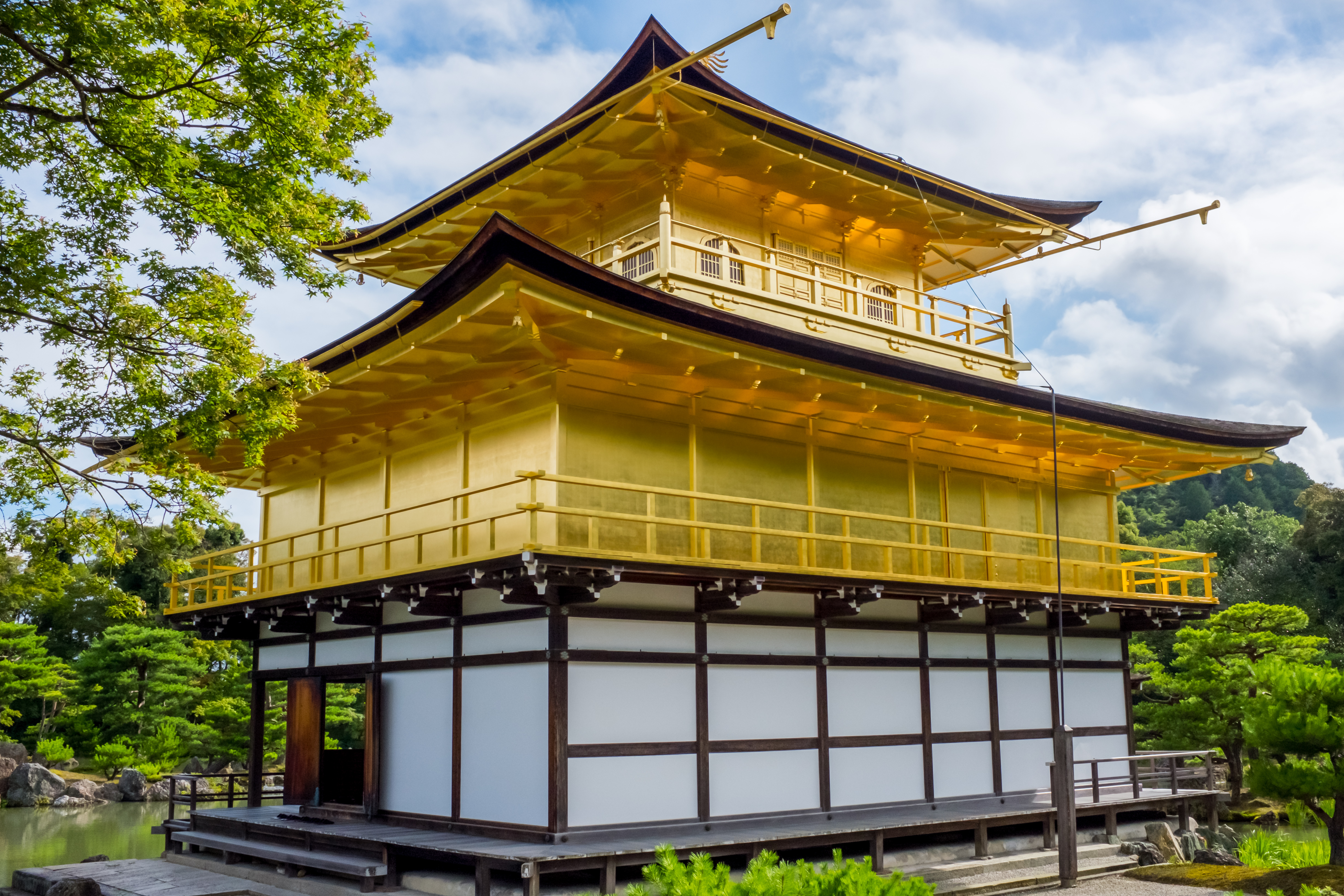
鹿苑寺金閣

## 相關項目
- 軒榭廊舫

## 外部連結
- 教育部重編國語辭典修訂本